# Dysphagie
 Mise en garde médicale
La dysphagie est une difficulté ou une quasi-incapacité à avaler, une sensation de gêne ou de blocage ressentie au moment de l'alimentation, lors du passage des aliments dans la bouche, le pharynx ou l'œsophage. Sa forme extrême est l'aphagie (impossibilité de déglutir).
La dysphagie doit être distinguée de l’odynophagie qui est une douleur provoquée par la déglutition, d’une sensation de satiété précoce ressentie parfois comme un blocage épigastrique, des dysphagies oropharyngées hautes ou encore du globus hystericus, sensation de constriction pharyngée permanente (boule dans la gorge) liée au stress et cédant à l'ingestion alimentaire. La dysphagie touche 2 millions de personnes en France, les personnes âgées fragiles sont les plus touchées.
Deux grandes classes de dysphagie existent : dysphagie haute ou dysphagie oropharyngée et la dysphagie basse ou dysphagie œsophagienne.
Deux types de causes de la dysphagie œsophagienne possibles :
- les lésions organiques de l'œsophage : obstacle, rétrécissement ;
- les obstacles fonctionnels liés à un trouble de la motricité : ondes péristaltiques (contractiles) asynchrones, non-relâchement du sphincter œsophagien inférieur.

Il faut aussi différencier :
- une dysphagie capricieuse traduisant un trouble moteur déclenché par les émotions, l'ingestion de liquides trop chauds ou trop froids ;
- une dysphagie paradoxale plus ressentie pour les liquides que pour les solides dont l'évolution est longtemps tolérée par l'organisme et ne provoque pas d'amaigrissement rapide ;
- une dysphagie ne se manifestant que pour les aliments solides au début, puis évoluant de manière progressive sans rémission vers des aliments de plus en plus liquides, n'évoquant pas de lésion organique de l'œsophage.

## Causes organiques
- Cancer de l'œsophage
- Conséquence du reflux gastro-œsophagien sur l'œsophage
- Ingestion par accident de produits caustiques
- mucites buccales
- Sténose post-radiothérapie
- Sténose post-infectieuse (tuberculose)
- Syndrome de délétion 22q11.2[3]
- Syndrome de Plummer-Vinson ou de Kelly-Patterson
- Syndrome d'Eagle
- Œsophagite infectieuse (bactérienne, virale, mycosique : Candida albicans)
- Diverticule de Zenker
- Corps étranger
- Anneau de Schatzki
- Compression extrinsèque (tumorale)
- Double crosse aortique
- L’œsophagite à éosinophiles
- AVC lacunaire
- Certaines intoxications (dont par certains neurotoxiques)
- Sclérose en plaques
- Carence martiale (carence en fer) avec ou sans anémie [4]

## Causes fonctionnelles
- Achalasie ou mégaœsophagie idiopathique : absence de péristaltisme le plus souvent associée à des troubles de la relaxation du sphincter œsophagien inférieur lors de la déglutition
- Maladie des spasmes diffus de l’œsophage, dysphagie variable, capricieuse souvent modérée avec sensation de gêne et douleurs rétrosternales
- Sclérodermie œsophagienne (avec maladie de Raynaud) ou une sclérodactylie. Souvent asymptomatique mais fréquemment responsable d’un RGO (reflux gastro-œsophagien). Diagnostic à la manométrie œsophagienne.
- Par atteintes neurologiques ou métaboliques diffuses (Amylose, diabète, maladie de Chagas, lupus érythémateux disséminé, dermatomyosite, myasthénie, atteintes des plexus nerveux œsophagiens, la sclérose latérale amyotrophique, la maladie de Parkinson, para néoplasique : cancer du poumon, du pancréas, de l’estomac, de la plèvre) ;
- Somatisation de problèmes d'ordre psychologique[réf. nécessaire].